# 安芸津駅
安芸津駅（あきつえき）は、広島県東広島市安芸津町三津にある、西日本旅客鉄道（JR西日本）呉線の駅である。駅番号はJR-Y23。

## 歴史
- 1935年（昭和10年）
  - 2月17日：鉄道省三呉線（現・呉線）竹原駅 - 三津内海駅（現・安浦駅）間延伸時に安芸三津駅（あきみつえき）として開設[3]。
  - 11月24日：三原駅 - 海田市駅間全通。線路名称改定に伴い、呉線所属となる。
- 1949年（昭和24年）11月20日：安芸津駅（あきつえき）に改称[1]。
- 1978年（昭和53年）4月1日：貨物取扱廃止[4]。
- 1985年（昭和60年）3月14日：荷物扱い廃止[4]。
- 1987年（昭和62年）4月1日：国鉄分割民営化に伴い、西日本旅客鉄道（JR西日本）の駅となる[4]。
- 1990年（平成2年）3月：みどりの窓口営業開始[5]。
- 1995年（平成7年）10月1日：管轄が広島支社の直轄（呉管理駅）から三原地域鉄道部に変更される[6]。
- 1997年（平成9年）3月8日：ジェイアール西日本広島メンテックによる業務委託駅（移行当初は暫定的に直営駅扱い）となる[6]。
- 2003年（平成15年）
  - 9月30日：業務委託解除に伴い、みどりの窓口営業終了。
  - 10月1日：簡易委託駅化（安芸津町受託）。
- 2005年（平成17年）
  - 2月7日：安芸津町が東広島市に編入、駅業務は東広島市が継承。
  - 10月1日：臨時快速「瀬戸内マリンビュー」新設に伴い、停車駅となる。
- （時期不明）：窓口営業時間中に閉鎖時間帯が設定される。
- 2007年（平成19年）
  - 8月：ICOCA専用改札機（カードリーダー）を設置。
  - 9月1日：ICカード「ICOCA」が利用可能となる。
- 2010年（平成22年）
  - 7月14日：平成22年梅雨前線豪雨に伴い呉線内で複数の土砂崩れが発生、三原駅 - 呉駅間が不通となる[7]。
  - 11月1日：竹原駅 - 安浦駅間運行再開[8]。
- 2016年（平成28年）
  - 6月22日：平成28年梅雨前線豪雨に伴い安登駅 - 安芸川尻駅間で土砂崩れが発生、三原駅 - 広駅間が不通となる[9]。
  - 6月27日：三原駅 - 安浦駅間運行再開[9]。
- 2018年（平成30年）
  - 6月1日：三原地域鉄道部廃止に伴い、三原駅の被管理駅となる[10]。
  - 7月5日：平成30年7月豪雨に伴い、不通となる[11]。
  - 12月15日：三原駅 - 安浦駅間復旧に伴い、営業再開[12]。
- 2020年（令和2年）
  - 10月3日：観光列車の臨時快速「etSETOra」新設に伴い、停車駅となる。
  - 12月1日：窓口が日曜休業となる。

## 駅構造
相対式ホーム2面2線を有する列車交換可能な地上駅。三原方面行ホーム側に駅舎があり、反対側の呉方面行ホームへは地下道で連絡している。便所は改札外で、男女別水洗式公衆トイレがある。
三原駅管理の簡易委託駅（東広島市受託）。窓口は日中一部時間帯のみ営業（月 - 金の7:00 - 11:00・12:00 - 14:45）で、POS端末による発券を行う。指定席券は料金補充券で対応していたが、2021年9月で取扱終了した（自由席特急券はPOS端末で発売を継続）。自動改札機は無いが、ICOCAは利用可能（相互利用可能ICカードはICOCAの項を参照）で、ICカードは専用カードリーダーで処理する。

### のりば
| のりば | 路線 | 方向 | 行先           |
| ------ | ---- | ---- | -------------- |
| 1      | 呉線 | 上り | 竹原・三原方面 |
| 2      | 呉線 | 下り | 呉・広島方面   |

付記事項
- 以前は2番線ホーム南側に数本の側線があった。現在は1本のみ残されており、保線車両留置に使用される場合がある。

## 利用状況
近年の1日平均乗車人員の推移は以下の通り。特記の無いものは「統計でみる東広島」による。
| 年度                | 1日平均 乗車人員 |
| ------------------- | ---------------- |
| 1989年（平成 元年） | 1,470            |
| 1990年（平成02年）  |                  |
| 1991年（平成03年）  |                  |
| 1992年（平成04年）  | 1,445            |
| 1993年（平成05年）  |                  |
| 1994年（平成06年）  |                  |
| 1995年（平成07年）  |                  |
| 1996年（平成08年）  | 1,056            |
| 1997年（平成09年）  | 1,003            |
| 1998年（平成10年）  | 956              |
| 1999年（平成11年）  | 914              |
| 2000年（平成12年）  | 885              |
| 2001年（平成13年）  | 860              |
| 2002年（平成14年）  | 853              |
| 2003年（平成15年）  | 796              |
| 2004年（平成16年）  | 750              |
| 2005年（平成17年）  | 724              |
| 2006年（平成18年）  | 702              |
| 2007年（平成19年）  | 702              |
| 2008年（平成20年）  | 662              |
| 2009年（平成21年）  | 602              |
| 2010年（平成22年）  | 558              |
| 2011年（平成23年）  | 538              |
| 2012年（平成24年）  | 495              |
| 2013年（平成25年）  | 477              |
| 2014年（平成26年）  | 443              |
| 2015年（平成27年）  | 468              |
| 2016年（平成28年）  | 426              |
| 2017年（平成29年）  | 405              |
| 2018年（平成30年）  | 304              |
| 2019年（令和 元年） | 352              |
| 2020年（令和02年）  | 291              |
| 2021年（令和03年）  | 265              |
| 2022年（令和04年）  | 257              |
| 2023年（令和05年）  | 261              |

## 駅周辺
東広島市安芸津町の中心部（三津地区）に位置し、公共施設等が集中している。
- 東広島市役所安芸津支所
- 東広島市立安芸津図書館
- 東広島市立安芸津中学校
- 東広島市立三津小学校
- 県立安芸津病院
- 安芸津郵便局
- 広島銀行安芸津支店
- もみじ銀行竹原支店安芸津出張所
- 呉信用金庫安芸津支店
- ゆめマート安芸津店
- 三協化成株式会社安芸津事業所
- 正福寺山公園
- 新来島広島どっく工場
- ひろしま農業協同組合 安芸津支店

### バス路線
駅前ロータリー内に「安芸津駅」停留所があり、芸陽バスと海風バス（東広島市）が発着する。
芸陽バス
- 安芸津 - 西条駅前 - 近畿大学線
  - 西条駅（JR山陽本線） / 近畿大学

※山陽新幹線東広島駅などを経由する
※近畿大学行きは平日2便、土曜1便のみ運行。
海風バス（東広島市コミュニティバス）
地域循環路線として、安芸津駅を基点とした3路線が設定されている。路線と運行日は下記の通り。なお、年末年始（12月30日 - 翌年1月3日）は全便運休となる。
- 木谷線

※月 - 木運行。
- 風早・大田線

※火・金運行。
- 小松原・大芝線

※月と水 - 金運行。

### 航路
安芸津港（安芸津駅から約200メートル）
安芸津フェリーが運航する大崎上島町の大西港行きの航路がある。

### 道路
- 広島県道207号安芸津停車場線 - 安芸津駅前から広島県道32号安芸津下三永線までの約400メートル
- 広島県道32号安芸津下三永線（東広島呉自動車道下三永福本IC、山陽新幹線東広島駅、国道2号西条バイパス方面）
- 国道185号（呉市方面 / 竹原市・三原市方面）

## 隣の駅
西日本旅客鉄道（JR西日本）
 呉線
吉名駅 (JR-Y24) - 安芸津駅 (JR-Y23) - 風早駅 (JR-Y22)